# Cosimo Alessandro Collini

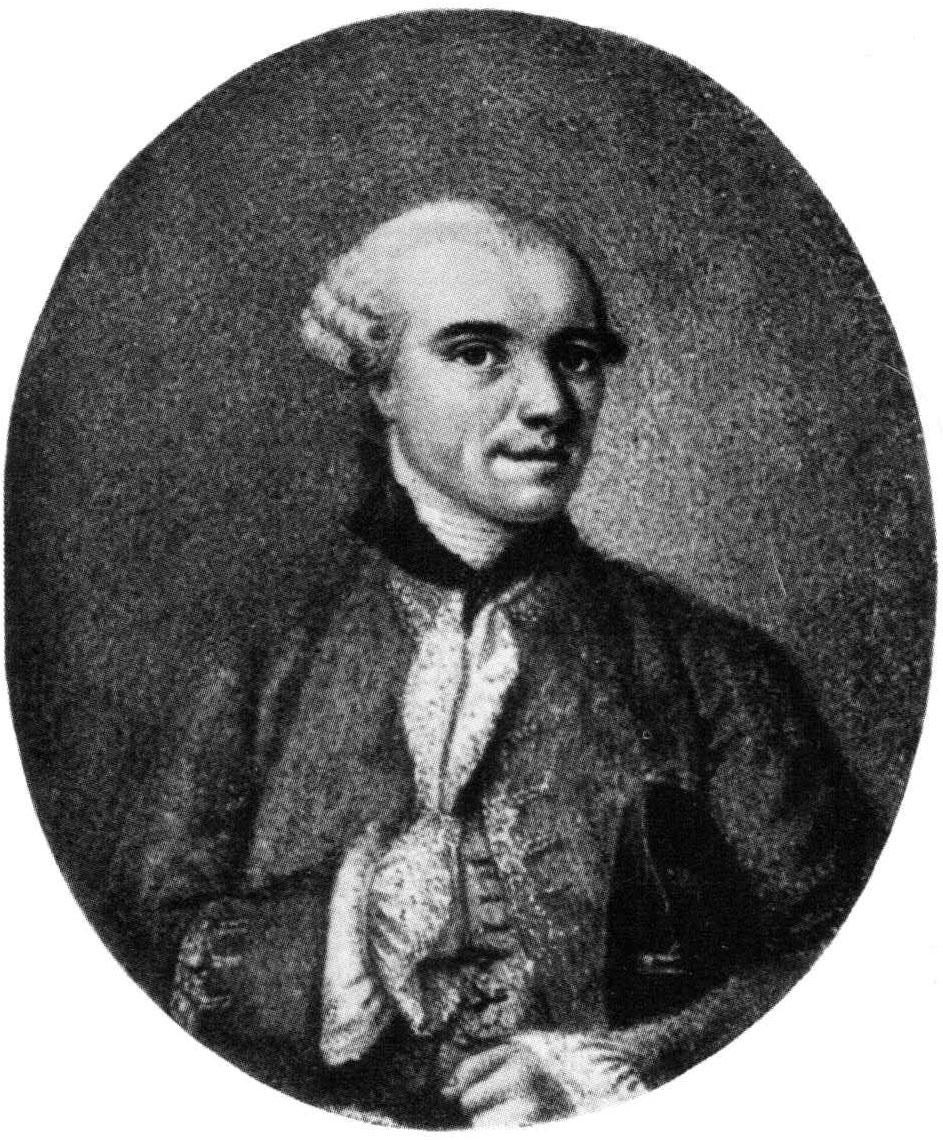
Cosimo Alessandro Collini

Cosimo Alessandro Collini (* 14. Oktober 1727 in Florenz; † 21. März 1806 in Mannheim) entstammte einer adeligen Florentiner Familie, war über fünf Jahre Sekretär Voltaires und wurde ab 1760 Hofhistoriograph und Leiter des Naturalienkabinettes am Mannheimer Hof.

## Leben

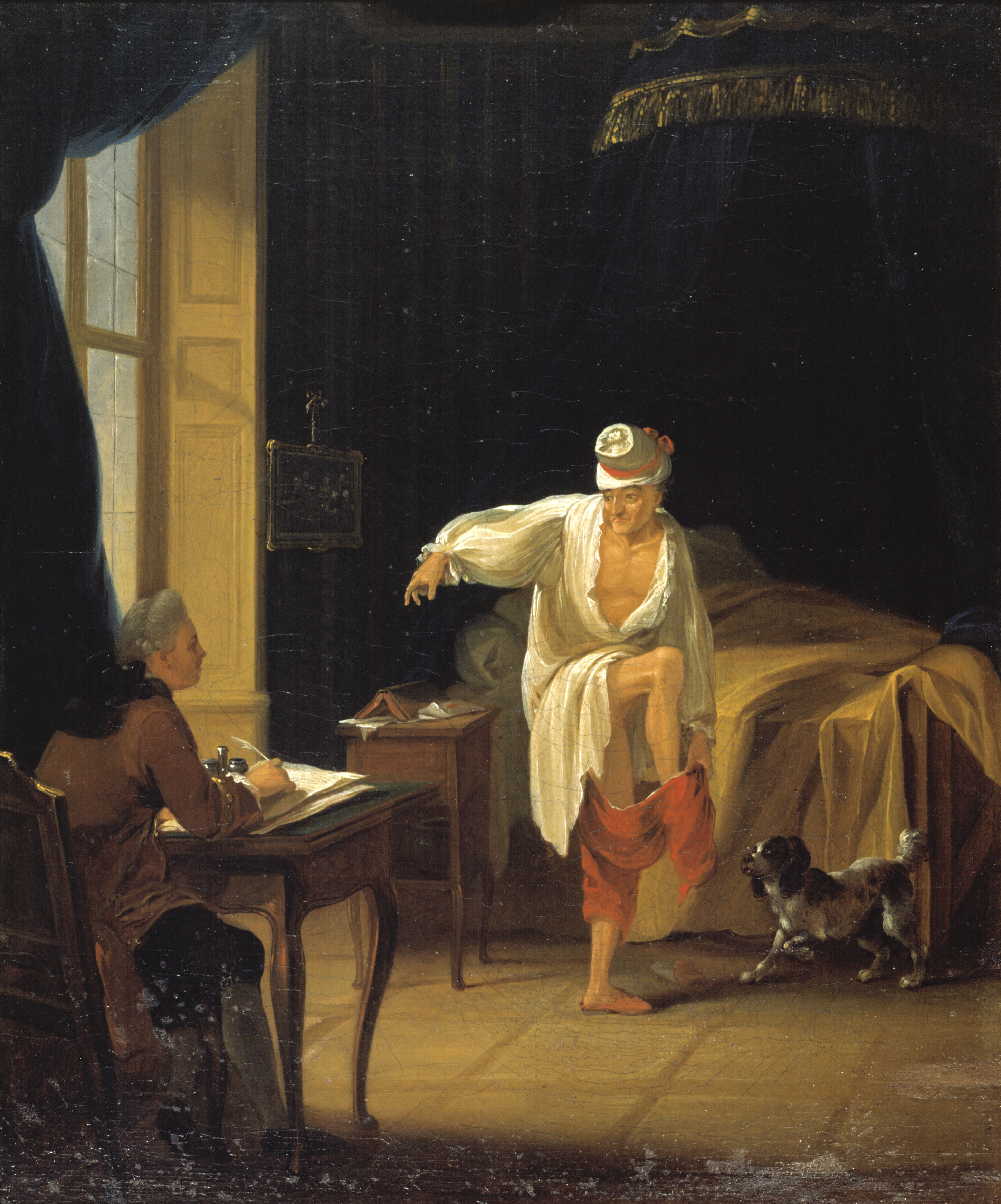
Voltaire gibt Collini ein Diktat, während er sich ankleidet, Ölgemälde von Jean Huber um 1772

Cosimo Alessandro Collini entstammte einer adeligen Florentiner Familie. Nach einem Studium der Rechtswissenschaften gelangte er eher aufgrund privater Verstrickungen als aus Absicht über Chur nach Preußen. Dort begegnete er 1750 in Berlin Voltaire, der ihn als Vorleser und Sekretär zwischen 1751 und 1756 beschäftigte. Nach dem Zerwürfnis zwischen Voltaire und Friedrich dem Großen flohen Voltaire, dessen Nichte und Collini 1753 nach Frankfurt am Main, wo sie zunächst aufgrund eines Gesuchs des Preußenkönigs verhaftet wurden. Noch in Frankfurt erhielt Collini eine Einladung des Kurfürsten Carl Theodors in die Pfalz. Collini wurde als griesgrämig beschrieben und lag ständig im Streit mit Voltaires Nichte Madame Denis. Zum Zerwürfnis mit Voltaire kam es nach einer Durchsuchung des Privatzimmers Collinis infolge der Anschuldigung, Collini habe ein Manuskript Voltaires unterschlagen. Das Verhältnis zu Voltaire besserte sich bald nach der Entlassung wieder. 1761 veröffentlichte Collini seinen "Discours sur l´histoire d´Allemagne", in dem er auf Material zurückgriff, das er als Sekretär Voltaires für dessen "Annales de l´empire" zusammengetragen hatte. Voltaire sprach ihm dafür brieflich seine Anerkennung aus. 1763 gab Collini Voltaires Schauspiel "Olympie" im Erstdruck heraus. Die gemeinsame Zeit mit Voltaire schilderte Collini in der 1807 posthum herausgegebenen Schrift "Mon séjour auprès de Voltaire".
Kurfürst Carl Theodor stellte Collini 1760 als "Wirklichen Geheimsekretär" ein und ernannte ihn aufgrund der ersten historischen Arbeiten zum Historiographen und 1763 zum ordentlichen Mitglied der neu gegründeten Kurpfälzischen Akademie der Wissenschaften. In deren Acta Academiae Theodoro-Palatinae veröffentlichte Collini in der Folge zahlreiche Beiträge.
Bleibende Verdienste erwarb sich Collini um das kurfürstliche Naturalienkabinett, zu dessen Direktor er 1764 bestellt wurde und das er in der Folge zu einer „europaweit beachteten Institution“ ausbaute. Er beschrieb 1784 den ersten entdeckten Flugsaurier noch unzureichend als Mischwesen zwischen Vogel und Fischechse; erst Georges Cuvier konnte ihn 17 Jahre später als fliegendes Reptil deuten. 1802 kam der außergewöhnliche Fund, dessen Bedeutung Collini jedenfalls erkannt hatte, im Zuge der badisch-bayerischen Besitzabwicklungen in die Bayerische Staatssammlung für Paläontologie und Geologie des Paläontologischen Museum München.
Nach der Annahme der bayrischen Erbfolge 1778 durch Carl Theodor und die damit verbundene Verlegung der Residenz nach München führte er ein zurückgezogenes Gelehrtendasein. Ab den 80er Jahren folgten private Schicksalsschläge verbunden mit dem Niedergang des Mannheimer Hofes.
Collini beklagte den Fanatismus während der Revolutionskriege in Europa. 1799 bewahrte er das Naturalienkabinett vor der Zerstörung, vier Jahre später wurde es jedoch nach München abtransportiert.

## Ehrungen
Nach Collini sind in Mannheim eine Straße und das an dieser Straße gelegene Collini-Center benannt. Seit dem 25. Mai 1961 trägt auch in Schwetzingen eine Straße den Namen des Gelehrten.

## Werke
Bücher

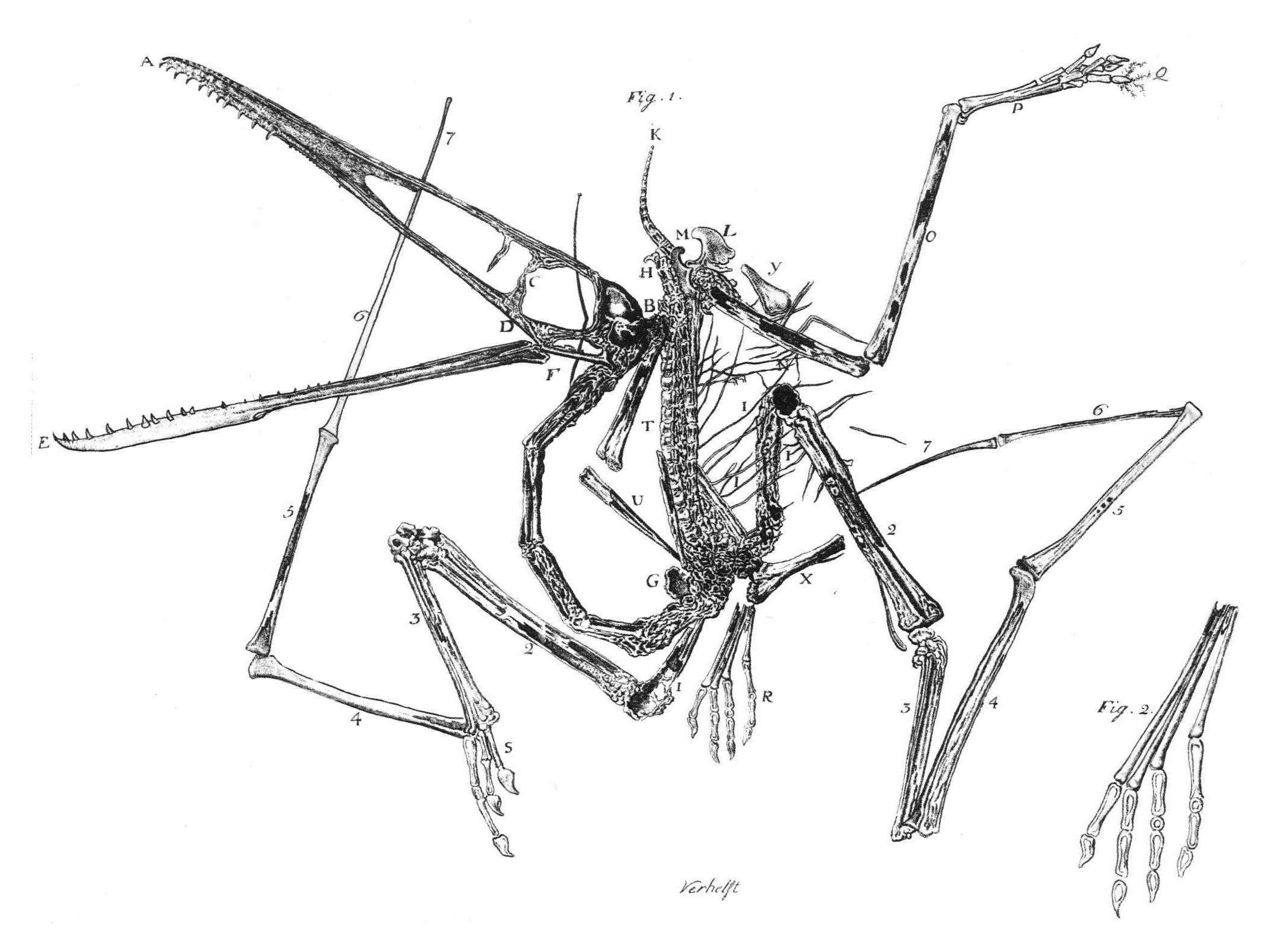
Pterodactylus antiquus. Stich von Egid Verhelst in Collinis Beschreibung 1784

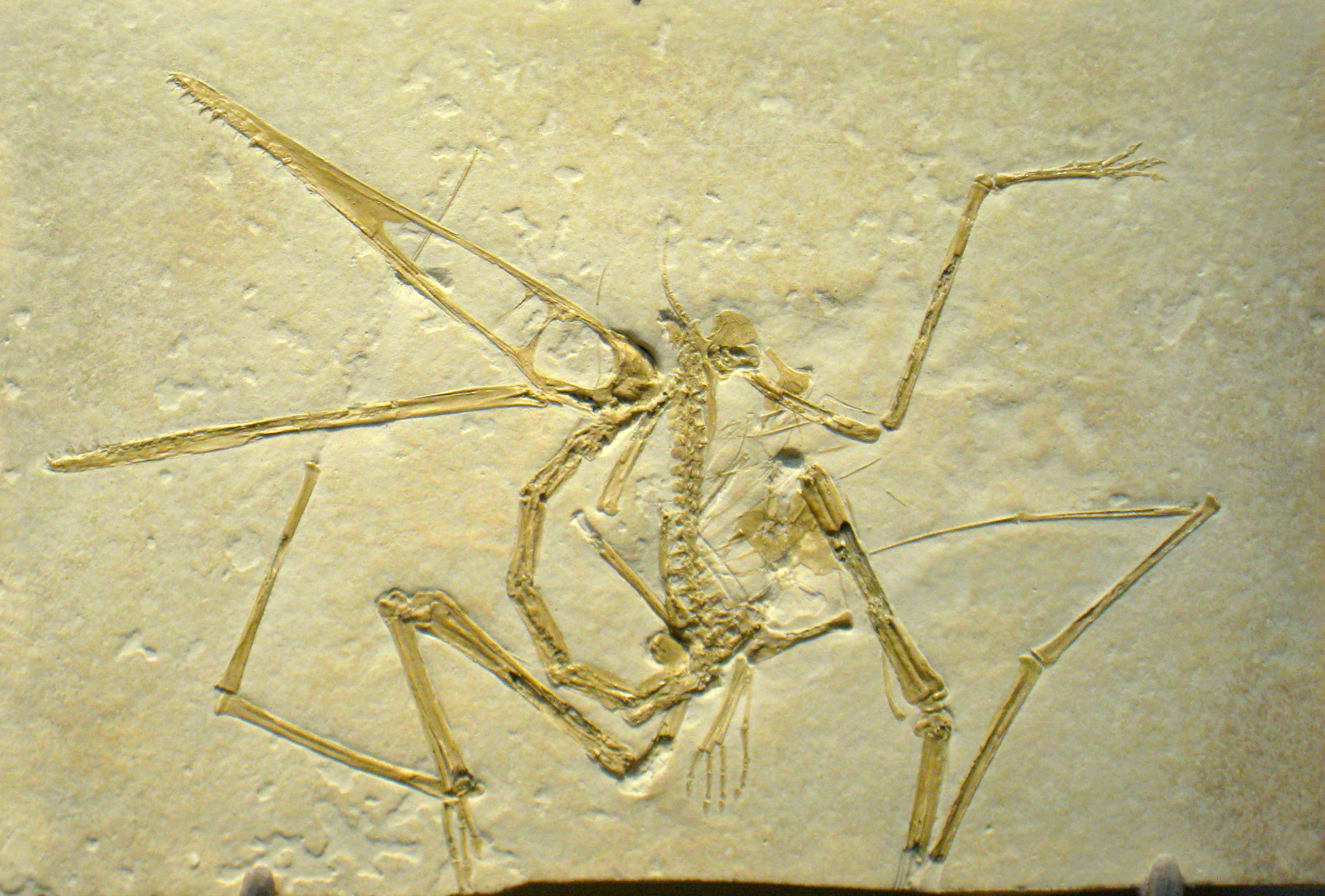
Pterodactylus antiquus. Fotografie des von Collini beschriebenen Holotypus

- Discours sur l’histoire d’Allemagne – Abhandlung über die Geschichte Deutschlands. Koch und Esslinger, Frankfurt, 1761, 242 S.
- Précis de L’ histoire du Palatinat du Rhin …. Frankfurt und Leipzig, 1763, (12), LXVII, 244 S.
- Eloge du Charles-Theodor, Electeur Palatin. 1764, 10 S.
- Dissertation Historique et Critique sur le prétendu Cartel, au Lettre de défi envoyée par Charles – Louis Electeur au Vicomte de Turenne. Mannheim, 1767.
- Solution du problème du cavalier au jeu des échecs. Loeffler, Mannheim 1773.
- Journal d’un voyage qui contient différentes observations minéralogiques, particulièrement sur les agates et le basalte. Avec un détail sur la manière de travailler les agates. Schwann, Mannheim, 1776, XII, 384 S.
- Journal d´un voyage qui contient differentes observations mineralogiques, Schwan, Mannheim, 1777, 8° (7), 583, (1), XV S.
- Considerarations sur les montagnes volcaniques, ohne Drucker, Mannheim, 1781 – Beobachtungen über die vulkanischen Berge, ohne  Drucker, Dresden 1783
- Voyage en Allemagne, dans une suite de Lettres, Par M. le Baron de Riesbeck; Traduites de l'Anglois; Avec Portraits, Plans & Cartes en Taille-douce, Buisson, Paris 1788, 3 Bände, 8°, II, 332,(2), 312,(2), 350,(2) S.
- Discours, lu dans une séance de cet institut littéraire le 16 Avril 1799 à l'occasion de la mort de Charles Théodore, Electeur palatin, Mannheim 1799
- Remarques su la pierre élastique de Brésil, Mannheim, 1805
- Mon séjour auprès de Voltaire et lettres inédites ..., Paris, 1807

Aufsätze in den Acta Academiae Theodoro-Palatinae:
- Description physique et économique de la ville de Mannheim. Bd. 1, Mannheim 1766, S. 440
- Sur l'incertitude de l'histoire naturelle. Bd. 2, Mannheim 1770, S. 497
- Description de quelques encrinités de cabinet d´histoire naturelle de S.A.S. Mgr. l´électeur palatin. Bd. 3 Phys., Mannheim 1775, S. 69
- Sur quelques zoolithes du cabinet d´histoire naturelle de S.A.S.E. palatine et de Baviere, à Mannheim. Bd. 5 Phys., Mannheim 1784, S. 58
- Pensées sur la Transmutation des Substances de Regne Minéral. Bd. 5 Phys., Mannheim 1784, S. 104
- Sur le Tarentisme. Bd. 5 Phys., Mannheim 1784, S. 364
- Description de deux jumelles adhérentes l'une a l'autre, venues au monde dans le Palatinat du Rhin. Bd. 5 Phys., Mannheim 1784, S. 389
- Coup d'oeil sur la chaine graduelle des étres naturels. Bd. 6 Phys., Mannheim 1790, S. 267
- Sur les inondations du Necker prés de Mannheim, avec preuves et éclaircissemens. Bd. 6 Phys., Mannheim 1790, S. 282 mit 1 Faltkarte
- Relation d'un effet causé par le grand froid de l'année 1789. Bd. 6 Phys., Mannheim 1790, S. 304